# Шпелнака
Шпелнака (рум. Șpălnaca) — село у повіті Алба в Румунії. Входить до складу комуни Хопирта.
Село розташоване на відстані 272 км на північний захід від Бухареста, 38 км на північний схід від Алба-Юлії, 53 км на південний схід від Клуж-Напоки.

## Населення
За даними перепису населення 2002 року у селі проживали 263 особи, усі — румуни. Усі жителі села рідною мовою назвали румунську.

## Видатні уродженці
- Йоан Андоне — румунський футболіст і тренер.